# Najlepše pesmi
»Najlepše pesmi« (pogosto izvzeto iz teksta: »So najlepše pesmi že napisane«) je skladba skupine  Hazard iz leta 1983. Avtor glasbe je Tadej Hrušovar, besedilo pa je napisal Dušan Velkaverh.

## Snemanje
Snemanje in miks sta potekala v Studiu Akademik, producent in aranžer je bil Braco Doblekar. Čeprav ena največjih slovenskih uspešnic, skladba ni bila nikoli izdana kot single.
Marca 1983 je izšla na njihovem drugem studijskem albumu Največji uspehi vol. II pri ZKP RTV Ljubljana in še na treh kompilacijah; Največji uspehi (1992), Najlepše pesmi in Najlepše pesmi 2 (obe 1997).

## Zasedba

### Produkcija
- Tadej Hrušovar – glasba
- Dušan Velkaverh – besedilo
- Miro Bevc – tonski snemalec
- Braco Doblekar – aranžma, producent

### Studijska izvedba
- Dominik Trobentar – bas kitara, solo vokal
- Braco Doblekar – saksofon, tolkala, vokal
- Dani Gančev – vokal
- Miro Čekeliš – bobni
- Dare Petrič – kitara

## Jugovizija
S to pesmijo so leta 1983 nastopili na Jugoviziji, a zasedli skromno 14. mesto od skupno 16 prijavljenih glasbenih izvajalcev.